# أليكس أرنولد
أليكس أرنولد (بالإنجليزية: Alex Arnold)‏ هو مغني وموسيقي وممثل بريطاني، ولد في 21 ديسمبر 1992 في المملكة المتحدة.

## أعمال

### أفلام
- (2014) الانتقام[4]

## وصلات خارجية
- أليكس أرنولد على موقع IMDb (الإنجليزية)
- أليكس أرنولد على موقع ألو سيني (الفرنسية)
- أليكس أرنولد على موقع أول موفي (الإنجليزية)
- أليكس أرنولد على موقع قاعدة بيانات الفيلم (الإنجليزية)
- أليكس أرنولد على موقع كينوبويسك (الروسية)